# 前马镇
前马镇，是中华人民共和国江苏省常州市溧阳市下辖的一个已撤销乡镇级行政单位，位于溧阳市中部。2007年并入竹箦镇。

## 历史
前马镇辖境宋代称來蘇鄉，前马是其下辖一村，名为前馬裡。明代改称來蘇區，區以下设15裡。清代在區内设王贅步（今竹箦镇王渚村）。
中华民国初撤区建市、乡，设置來蘇鄉（乡公所驻甓橋，下设111图）。1929年改市乡制为区－乡二级制，属竹箦桥区（1935年改称第三区）。
1949年建立來蘇鄉，属县辖竹箦区。当年又拆分为來蘇、洙湯、東湖、余橋、瀨陽5个鄉。次年來蘇鄉改称前馬鄉。1956年5个乡合为前马乡。1957年后直属於溧阳县，1958年后改称前马公社，1961年分设余桥公社，1983年后公社恢复为乡。
2000年初前马乡、余桥乡合并为前马镇，2007年撤销前马镇并入竹箦镇。

## 行政区划
撤销前前马镇下辖以下地区：
前马镇社区、前马村、洙汤村、潘家村、西芮村、水西村、神塘圩村、余桥村、直埂村、濑阳村、道人渡村和清水塘村。 